# Lojo stadshus
Lojo stadshus Monkola (finska: Lohjan kaupungintalo Monkola) är ett stadshus i Lojo i det finländska landskapet Nyland. Stadshuset ligger i Lojo centrum och i byggnaden finns stades kansli samt med sammanträdesrum för stadsfullmäktige.

## Historia och arkitektur
Ursprungligen byggdes stadshuset som Lojo landskommuns (fr.o.m. 1978 Lojo kommun) kommunhus. Även om huset fungerade som landskommunens kommunhus låg det ändå i Lojo stad (före 1969 köping). Byggnaden färdigställdes år 1985 och den har ritats av arkitekten Lauri Sorainen. Tidigare verkade kommunens kansli i Monkola gårds huvudbyggnad från 1860-talet som låg på samma tomt. Gården hade ändrats till kommunhus på 1920-talet. På 1980-talet hade Monkola gårds gamla huvudbyggnad blivit mycket trångt och därför beslöt man att riva byggnaden och bygga ett nytt kommunhus på samma plats.
Lojo köpings köpingshus låg cirka 100 meter från Lojo landskommuns kommunhus i en stenbyggnad som hade färdigställdes 1929. Adressen till köpingshuset var Larsgatan 50. I detta huset har senare varit bland annat Skatteförvaltningen inhyst.
När kommunsammanslagningen mellan Lojo stad och Lojo kommun tog plats år 1997 centraliserades den nya stadens förvaltning i det före detta kommunhuset i Karstuvägen 4. Fram till 2010-talet fanns det en stor klocka med stadsvapnet över stadshusets huvudingång.